# Pseudochazara beroe
Pseudochazara beroe is een vlinder uit de familie van de Nymphalidae, uit de onderfamilie van de Satyrinae. De soort is voor het eerst wetenschappelijk beschreven als Satyrus beroe door Herrich-Schäffer in een publicatie uit 1844.

## Verspreiding
De soort komt voor in Turkije, Armenië, Azerbeidzjan , Iran en mogelijk ook in Turkmenistan.

## Ondersoorten
- Pseudochazara beroe beroe (Herrich-Schäffer, 1844) (Turkije, Azerbeidzjan [1], Iran)
- Pseudochazara beroe rhena (Herrich-Schäffer, 1852) (Armenië, Azerbeidzjan [1])
- Pseudochazara beroe xerxes (Gross & Ebert, 1975) (Elboers in Noord-Iran)
  - = Pseudochazara xerxes (Gross & Ebert, 1975)
- Pseudochazara beroe aurantiaca (Staudinger, 1871) (Elboers, Mazandaran, Kopet-Dag)
  - = Satyrus beroe var. aurantiaca Staudinger, 1871
  - = Pseudochazara aurantiaca (Staudinger, 1871)
- Pseudochazara beroe altivolans Gross, 1978 (Turkije)